# Vil·la Paula
La Vil·la Paula és un edifici residencial al número 159 de la carretera de Sarrià a Vallvidrera de Barcelona, amb entrada per la carretera de les Aigües. Té dos cossos ben diferenciats: l'habitatge en si i la torre-mirador adossada a una de les façanes laterals. És representatiu del pas cap al noucentisme, ja que combina elements que seran propis d'aquest amb l'ús, encara, d'elements modernistes d'entre els quals destaca l'ornamentació del balcó de la façana posterior i la terrassa de la façana principal. La construcció ocupa, a més, una posició privilegiada sobre la ciutat i és una fita visual.